# Tranquillo Marangoni
Tranquillo Marangoni (Pozzuolo del Friuli, 1º aprile 1912 – Ronco Scrivia, 26 marzo 1992) è stato un incisore italiano. È stato il principale xilografo italiano del Novecento.

## Biografia
Figlio di Maurilio e di Jop Maria.
In gioventù aiuta il padre prendendo dimestichezza con il legno e gli attrezzi da lavoro e dedica il suo tempo libero al disegno.
Nel 1927 prende a lavorare presso un mobiliere di S. Osvaldo, vicino a Udine per poi impiegarsi presso la fabbrica di sci "Lamborghini" a Udine, come caporeparto di finitura sci e attrezzi sportivi.
Nel biennio 1933-1934 fa il servizio militare di leva a Bolzano e Trento, nell'artiglieria da campagna, dove svolge mansioni di disegnatore addetto alla topografia.
Nel 1936 contrae matrimonio con Caterina Nascimbeni, di Tolmezzo, dalla quale avrà tre figli: Ausilia (1938), Paolo (1941) e Aldo (1946).
Sollecitato da un amico inizia la sua attività di xilografo nel 1942; costruisce da sé le sgorbie, i bulini, le tavolette ed il piccolo torchio. Esegue il primo ex libris mentre è impiegato presso i Cantieri Navali di Monfalcone (Gorizia) in qualità di disegnatore edile e arredatore navale.
Nel 1943 si trasferisce a Cave di Selz, una piccola frazione di Ronchi dei Legionari (da dove partì Gabriele D'Annunzio per l'impresa fiumana), vicino a Monfalcone.
Durante la II Guerra Mondiale incide moltissimi timbri per le brigate partigiane riproducendo anche timbri di comandi ed uffici tedeschi, utilizzati per comporre lasciapassare per i partigiani e per i militari italiani provenienti dal fronte orientale.
Dopo la liberazione partecipa per la prima volta ad una mostra d'arte. Un anno dopo (1946) per la prima volta viene premiata una sua xilografia alla mostra "Premio Dama Bianca" a Gorizia. Organizza la sua prima mostra personale a Trieste. Pubblica una cartella di 10 xilografie su "Trieste romana e medioevale". Crea i primi pannelli decorativi modellati anche in bassorilievo e tutto tondo e incisi. Inizia la sua attività di organizzatore di mostre d'arte grafica. Nel 1953 fonda con Giovanni Giuliani, Virgilio Tramontin, Remo Wolf e Giorgio Trentin l'Associazione degli Incisori Veneti-AIV e partecipa alla prima Esposizione Internazionale della Xilografia "Xylon" a Zurigo; viene nominato membro onorario della “The Society of Wood Engravers" di Londra.
Nel 1958 esegue la sua prima serie di francobolli per le Poste Italiane.
Si trasferisce a Genova e diviene il preside della sede genovese dell'Accademia Albertina di Belle Arti di Torino (che poi diventerà il Liceo Artistico Statale di Genova), ruolo che lo occuperà fra il 1967 ed il 1971. Sperimentazione continua nelle varie tecniche artistiche: affresco, graffito, mosaico, linoleumgrafica, vetrata, tessitura dell'arazzo, stampa delle stoffe, illustrazione del libro, grafica pubblicitaria, decorazione del vetro, decorazione architettonica, modellismo architettonico, uso delle materie plastiche.
Nel 1966 realizza diverse incisioni commissionate dalla Secco Sistemi a scopo commemorativo dell'azienda; l'edizione fu realizzata in 500 esemplari numerati e stampati con i legni originali e firmati dall'incisore. Viene nominato membro corrispondente della Reale Accademia Albertina del Belgio, quindi membro onorario della "Royal Society of Painter, Etchers and Engravers" di Londra; il cardinale di Torino Anastasio Ballestrero dell'ordine dei Frati Scalzi della Beata Vergine del Carmelo gli promuove il volume "Santa Teresa di Gesù", la sua opera più nota, completata nel 1984.
L'anno seguente si trasferisce a Ronco Scrivia.
Nel 1986 costituisce la Xilon Italiana - Associazione degli Xilografi Italiani; ne viene eletto presidente.
A seguito di infarto muore il 26 marzo 1992 a Ronco Scrivia.